# Паправендская мечеть
Паправендская мечеть — руины мечети XVIII века, расположенные в селе Паправенд Агдамского района Азербайджана. С 2001 года мечеть входит в список недвижимых памятников истории и культуры Азербайджана местного значения.

## История
Мечеть в селе Паправенд была построена в XVIII веке.
В 1928 году, после установления в Азербайджане советской власти, в республике была начата официальная борьба с религией. В декабре того же года ЦК КП Азербайджана передал многие мечети, церкви и синагоги на баланс клубов для использования в просветительских целях Если в 1917 году в Азербайджане было 3000 мечетей, то в 1927 году их было 1700, а в 1933 году — 17.. Мечеть в селе Паправенд также была закрыта.
Во время Первой Карабахской войны в 1993 году Агдамский район был оккупирован вооружёнными силами Армении. В этот период многие здания региона были полностью разрушены. Из 135 исторических памятников, расположенных в Агдамском районе, 75 были разрушены, включая мечеть в селе Паправенд.
Постановлением Кабинета министров Азербайджанской Республики № 132 от 2 августа 2001 года мечеть была внесена в список недвижимых памятников истории и культуры местного значения.

## Архитектурные особенности
Мечеть построена из местного известняка. Здание состоит из трёх арочных балконов и молитвенного зала, минарета у неё не было. Общие размеры сооружения составляют 9,2 × 12,54 м. Толщина стен по всему периметру — 1,15 м.
Арки балкона опираются на пару каменных колонн. Молитвенный зал имеет квадратную форму. Его потолок изнутри имеет форму купола. С внешней стороны купол имеет два ската.